# محمدعلی خسروی (تکواندوکار)
محمد علی خسروی (زادهٔ ۱۲ آبان ۱۳۸۰ - تهران) تکواندوکار ایرانی است که در بازی‌های المپیک تابستانی جوانان ۲۰۱۸ موفق به کسب مدال طلا تکواندو در وزن ۷۳+ کیلوگرم پسران شد.او همچنین دارنده مدال طلا مسابقات تکواندو قهرمانی جوانان جهان ۲۰۱۸ - تونس است.

## زندگی‌نامه
محمد علی خسروی ۱۲ آبان ۱۳۸۰ در شهر تهران به دنیا آمد و زیر نظر استادش مهدی محمدزاده از سن ۱۰ سالگی در باشگاه فرمانیه تکواندو را آغاز نمود. از سال ۱۳۹۳ هم در اردوهای تیم‌های ملی پایهٔ تکواندو ایران حضور داشت و در سن ۱۴ سالگی به عضویت تیم ملی جوانان درآمد.

## تحصیلات
وی در حال حاضر دانشجوی رشته تربیت بدنی در دانشگاه تهران می باشد.